# 平远炮台
29°57′37″N 121°43′55″E / 29.96020302°N 121.73204589°E
平远炮台是中国浙江省宁波市北仑区的一处古代炮台。炮台位于金鸡山东北麓，建于清光绪十三年（1887年），由三合土筑成，长20米，高5.3米，占地面积77.9平方米，目前仅残存部分残墙，毁坏较为严重。1936年，炮台撤销。1996年，靖远炮台随其他镇海口海防设施被纳入第四批全国重点文物保护单位镇海口海防遗址。